# Jerome Robbins
Jerome Robbins (11 d'octubre de 1918 - 29 de juliol de 1998) va ser un coreògraf, director, ballarí i productor de teatre nord-americà que va treballar en ballet clàssic, teatre, al cinema i a la televisió.
Entre les seves nombroses produccions escèniques va fer On the Town, Peter Pan, High Button Shoes, The King and I, The Pijama Game, Bells Are Ringing, West Side Story, Gypsy i Fiddler on the Roof. Robbins va ser cinc vegades guanyador del premi Tony i va rebre el Kennedy Center Honor. Va rebre dos premis de l'Acadèmia, inclòs el premi de l'Acadèmia de 1961 al millor director amb Robert Wise per West Side Story.
El documental sobre la vida i l'obra de Robbins anomenat Something to Dance About, que inclou fragments dels seus diaris, actuació d'arxiu, material d'assaig, i entrevistes amb Robbins i els seus col·legues, es va estrenar a PBS el 2009 i va guanyar tant un Emmy com un Peabody el mateix any.

## Joventut
Robbins va néixer amb el nom de Jerome Wilson Rabinowitz a l'Hospital de Maternitat Jueu situat al número 270 de l'East Broadway del Lower East Side de Manhattan, un amb molta immigració. Era fill de Lena Robbins (Rips) i Harry Rabinowitz (1887-1977). Tenia una germana gran, Sonia (1912-2004).
La família Rabinowitz vivia en una gran casa d'apartaments al número 51 de l'East Street 97 a la cantonada nord-est de la Madison Avenue. Conegut com "Jerry" pels seus amics, Robbins va rebre Wilson com a segon nom, el que reflecteix l'entusiasme patriòtic dels seus pares pel llavors president, Woodrow Wilson.
A principis de la dècada de 1920, la família Rabinowitz es va traslladar a Weehawken, Nova Jersey. El seu pare i el seu oncle van obrir la Comfort Corset Company a Union City. Es va graduar el 1935 a la Woodrow Wilson High School, que des d'aleshores va rebatejar com a Weehawken High School. La família tenia moltes connexions amb el negoci de l'espectacle, inclosos intèrprets de vodevil i propietaris de teatres. A la dècada de 1940, el seu nom es va canviar oficialment a Robbins.
Robbins va començar a estudiar dansa moderna a l'escola secundària amb Alys [CK] Bentley, que animava els seus alumnes a iniciar-se en la música. Robbins va dir més tard: "El que [ella] em va donar immediatament va ser la llibertat absoluta d'inventar els meus propis balls sense inhibicions ni dubtes". Després de graduar-se, va anar a estudiar química a la Universitat de Nova York (NYU), però va abandonar els estudis després d'un any per motius econòmics i per dedicar-se a la dansa a temps complet. Es va incorporar a la companyia de Senya Gluck Sandor, un destacat exponent de la dansa moderna expressionista; va ser Sandor qui li va recomanar que canviés el seu nom per Robbins. Sandor també el va animar a fer ballet, cosa que va fer amb Ella Daganova; a més va estudiar dansa espanyola amb Helen Veola; dansa asiàtica amb Yeichi Nimura; i composició de dansa amb Bessie Schonberg. Com altres membres de la companyia de Sandor, Robbins va fer el seu debut teatral amb el Yiddish Art Theatre, en un petit paper a The Brothers Ashkenazi.

## Carrera

### Dècades del 1930 i 1940

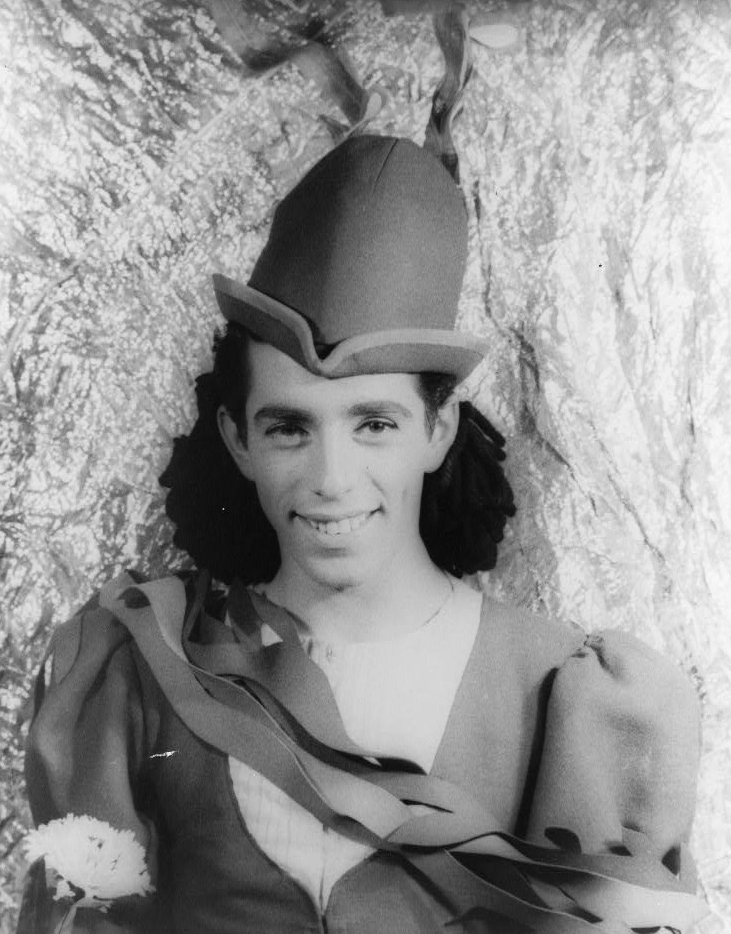
Robbins a Three Virgins and a Devil, 1941

El 1937 Robbins va fer la primera de moltes aparicions com a ballarí al Camp Tamiment, un complex turístic de Poconos conegut per les seves actuacions setmanals a l'estil de Broadway; també va començar a ballar als cors d'espectacles de Broadway com Great Lady i Keep Off the Grass, ambdós amb coreografia de George Balanchine. Robbins també havia començat a crear balls per a Tamiment's Revues, alguns còmics (com Imogene Coca i Carol Channing) i alguns dramàtics, i polèmics. Un d'aquests balls, que més tard també es va fer a la ciutat de Nova York, va ser Strange Fruit, ambientat amb la cançó interpretada per Billie Holiday.
El 1940, Robbins es va unir al Ballet Theatre (més tard conegut com a American Ballet Theatre). Des de 1941 fins a 1944, Robbins va ser solista de la companyia, esdevenint cada vegada més conegut pel seu Hermes a Helena de Troia, el paper principal a Petruixka, el jove a Three Virgens and a Devil d'Agnes de Mille i Benvolio a Romeu i Julieta; i es va posar sota la influència dels coreògrafs Michel Fokine, Antony Tudor i George Balanchine.
Robbins va crear i actuar a Fancy Free, un ballet sobre mariners en llibertat, a l'Òpera Metropolitana com a part de la temporada de Ballet Theatre de 1944. Una de ' inspiracions de Fancy Free va ser el quadre de 1934 de Paul Cadmus, The Fleet's In! Tanmateix, la posada en escena de Robbins va ser més alegre que el quadre. Robbins va encarregar una partitura per al ballet al llavors desconegut Leonard Bernstein i va contractar Oliver Smith com a escenògraf. Amb Fancy Free, Robbins va crear una dansa que integrava el ballet clàssic, el ball social dels anys 40 i una trama de caragol.
Més tard, Robbins va concebre i coreografiar On the Town (1944), un musical inspirat en part en Fancy Free, que va llançar efectivament la seva carrera a Broadway. Bernstein va escriure la música i Smith va dissenyar els decorats. El llibre i la lletra eren d'un equip amb el qual Robbins tornaria a treballar, Betty Comden i Adolph Green, i el director era la llegenda de Broadway George Abbott. Com que Robbins, com a coreògraf, va insistir que el seu cor reflectís la diversitat racial d'una multitud de la ciutat de Nova York, On the Town va trencar la barra de colors a Broadway per primera vegada. El següent musical de Robbins va ser la faula de l'era del jazz Billion Dollar Baby (1945), i durant els assajos de l'espectacle va passar un incident que va passar a formar part de la tradició de Robbins i Broadway: el coreògraf, preocupat per donar instruccions als ballarins, va pujar a l'escenari fins que va caure a la fossa de l'orquestra. Dos anys més tard, va rebre elogis pel seu ballet humorístic Mack Sennett a High Button Shoes (1947) i va guanyar el seu primer premi Tony per a la coreografia. Aquell mateix any, Robbins es convertiria en un dels primers membres del recentment creat Actors Studio de Nova York, assistint a classes impartides pel fundador Robert Lewis tres cops per setmana, al costat de companys de classe com Marlon Brando, Maureen Stapleton, Montgomery Clift, Herbert Berghof, Sidney Lumet i uns 20 més. El 1948 va afegir una altra línia al seu currículum, convertint-se en codirector i coreògraf de Look Ma, I'm Dancin'! ; i l'any següent va fer equip amb Irving Berlin per fer la coreografia de Miss Liberty.
Mentre forjava una carrera a Broadway, Robbins va continuar treballant en el ballet, creant una sèrie d'obres inventives i estilísticament diverses com Interplay, amb una partitura de Morton Gould, i Facsímil, amb música de Leonard Bernstein, un ballet que va ser prohibit a Broadway. Boston [CK]. El 1949, Robbins va deixar el Ballet Theatre per unir-se a George Balanchine i al recentment format New York City Ballet de Lincoln Kirstein com a director artístic associat. Poc després va fer la coreografia de The Guests, un ballet sobre la intolerància.

### Dècada del 1950

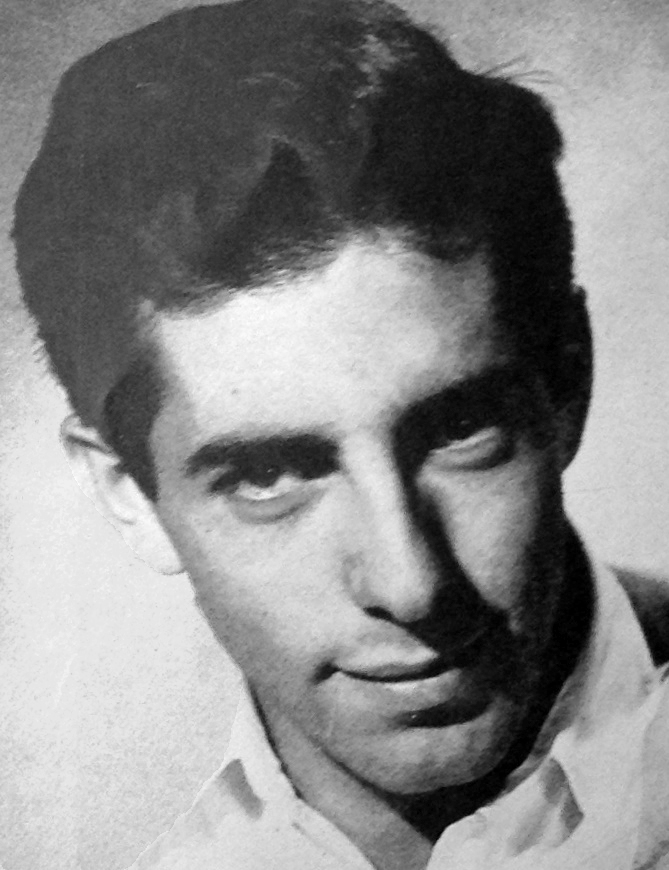
Robbins el 1951

Al New York City Ballet, Robbins es va distingir immediatament com a ballarí i coreògraf. Va destacar per les seves actuacions a "El fill pròdig" de Balanchine de 1929, Til Eulenspiegel, i (amb Tanaquil LeClercq) Bouree Fantasque, així com pels seus propis ballets, com Age of Anxiety, The Cage, Afternoon of a Faun, i The Concert, en tots els quals LeClercq va interpretar un paper protagonista. Va continuar treballant a Broadway, així com posant en escena balls per a Call Me Madam d'Irving Berlin, protagonitzada per Ethel Merman, The King and I de Rodgers i Hammerstein, en la qual va crear el famós ballet "La petita casa de l'oncle Thomas" a més d'altres balls, i la revista Two's Company, protagonitzada per Bette Davis.
També va interpretar espectacles no acreditats als musicals A Tree Grows in Brooklyn (1951), Wish You Were Here (1952), Wonderful Town (1953) i va coreografiar i dirigir diversos esbossos per a The Ford 50th Anniversary Show, protagonitzat per Mary Martin i Ethel Merman a la CBS.
El 1954, Robbins va col·laborar amb George Abbott a The Pijama Game (1954), que va iniciar la carrera de Shirley MacLaine, i va crear, coreografiar i dirigir el vehicle de Mary Martin, Peter Pan (que va tornar a muntar per a un premi Emmy especial de televisió el 1955, guanyant-se una nominació a la millor coreografia). També va dirigir i co-coreografiar (amb Bob Fosse) Bells Are Ringing (1956), protagonitzada per Judy Holliday. Robbins va recrear els seus balls escènics per The King and I per a la versió cinematogràfica de 1956. El 1957, va concebre, va coreografiar i va dirigir West Side Story.
West Side Story és una versió contemporània de Romeu i Julieta, ambientada a Hell's Kitchen. L'espectacle, amb música de Leonard Bernstein, va suposar la primera col·laboració entre Robbins i Stephen Sondheim, que va escriure la lletra, així com Arthur Laurents, que va escriure el llibre. Com que el llibre, la música i la dansa s'imaginaven com un tot orgànic, el repartiment, primer a Broadway, havia de ser igual d'actors, cantants i ballarins. Per ajudar el jove repartiment a créixer en els seus papers, Robbins no va permetre que els membres de bandes oposades (Jets i Sharks) es barregin durant el procés d'assaig. També, segons la ballarina Linda Talcott Lee, "va jugar a jocs psicològics" amb el repartiment: "I feia circular rumors entre una colla sobre l'altra, així que realment s'odiaven". Tot i que va obrir bones crítiques, va ser eclipsat per The Music Man de Meredith Willson als Premis Tony d'aquell any. West Side Story, però, va suposar per a Robbins guanyar el seu segon premi Tony per a la coreografia.
La ratxa d'èxits va continuar amb Gypsy (1959), protagonitzada per Ethel Merman. Robbins va tornar a formar equip amb Sondheim i Laurents, i la música era de Jule Styne. El musical es basa (vagament) en la vida de la stripper Gypsy Rose Lee.
El 1956 la musa de Robbins, Tanaquil LeClercq, va contreure la poliomielitis i va quedar paralitzada; durant la dècada següent, Robbins es va retirar en gran part de les seves activitats al New York City Ballet, però va establir la seva pròpia petita companyia de dansa, Ballets USA, que es va estrenar a la temporada inaugural del Gian Carlo Menotti's Festival of the Two Worlds d'Spoleto, a Itàlia, el juny de 1958, va fer una gira per Europa i els EUA sota els auspicis del Departament d'Estat i va aparèixer a la televisió a The Ed Sullivan Show. Entre els balls que va crear per a Ballets USA hi va haver NY Export: Opus Jazz i Moves.
El 1950, Robbins va ser cridat a declarar davant el Comitè d'Activitats Antiamericanes de la Cambra (HUAC), sospitós de tenir simpaties comunistes. Robbins, tot i que estava disposat a confessar que havia estat membre del partit, es va resistir a posar noms d'altres persones amb connexions polítiques similars; va aguantar tres anys fins que, segons dos familiars als quals es va sincerar, va ser amenaçat de revelar públicament la seva homosexualitat. Robbins va anomenar persones que va dir que eren comunistes, inclosos els actors Lloyd Gough i Elliot Sullivan, el crític de dansa Edna Ocko, el cineasta Lionel Berman, el dramaturg Jerome Chodorov, el seu germà Edward Chodorov, Madeline Lee Gilford i el seu marit Jack Gilford, que van ser inclosos a la llista negra per les seves creences polítiques percebudes i les seves carreres van patir notablement, fins al punt que Gilford i la seva dona sovint havien de demanar diners prestats als amics per arribar a fins de mes. Com que va cooperar amb HUAC, la carrera de Robbins no va patir visiblement i no va ser a la llista negra.

### Dècada del 1960
El 1960, Robbins va codirigir, amb Robert Wise, l'adaptació cinematogràfica de West Side Story. Després d'uns 45 dies de rodatge, va ser acomiadat quan la producció es va considerar que portava 24 dies de retard. Tanmateix, quan la pel·lícula va rebre 10 premis de l'Acadèmia l'any 1961, Robbins en va guanyar dos, un per la seva direcció i un per "Brilliant Achievements in the Art of Coreography on Film".
El 1962, Robbins va dirigir l'obra no musical d' Arthur Kopit Oh Dad, Poor Dad, Mamma's Hung You in the Closet i I'm Feelin' So Sad. La producció va durar més d'un any fora de Broadway i es va traslladar a Broadway per a una curta tirada d'actuacions el 1963, després de la qual Robbins va dirigir Anne Bancroft en un revival de Mother Courage and Her Children de Bertolt Brecht.
Robbins encara era molt buscat per a portar espectacles que tenien problemes. Es va fer càrrec de la direcció de dues produccions que no anaven bé durant aquest període i va ajudar a que fossin èxits. El 1962, va salvar A Funny Thing Happened on the Way to the Forum (1962), una farsa musical protagonitzada per Zero Mostel, Jack Gilford, David Burns i John Carradine. La producció, amb llibre de Burt Shevelove i Larry Gelbart, i partitura de Stephen Sondheim, no funcionava. Sondheim va escriure i Robbins va posar en escena un número d'obertura completament nou, "Comedy Tonight", que va explicar a l'audiència què havia de seguir, i l'espectacle es va reproduir amb èxit a partir d'aleshores. L'any 1964, es va enfrontar a una Funny Girl fallida i va idear un espectacle que va comptar amb 1348 representacions. El musical va ajudar a convertir Barbra Streisand en una superestrella.
Aquell mateix any, Robbins va guanyar els premis Tony per la seva direcció i coreografia a Fiddler on the Roof (1964). L'espectacle va protagonitzar Zero Mostel com Tevye i va tenir 3242 actuacions, establint el rècord d'aquell moment de l'espectacle de Broadway més llarg. La trama, sobre els jueus que vivien a Rússia a principis del segle xx, va permetre a Robbins tornar a les seves arrels religioses.

### Dècades del 1970 i 1980
Va continuar realitzant coreografies i produccions escèniques tant per al Joffrey Ballet com per al New York City Ballet durant la dècada de 1970. Robbins es va convertir en mestre de ballet del New York City Ballet el 1972 i va treballar gairebé exclusivament en dansa clàssica durant la següent dècada, aturant-se només per posar en escena els revivals de West Side Story (1980) i Fiddler on the Roof (1981). El 1981, la seva Companyia de Dansa de Cambra va fer una gira per la República Popular de la Xina.
La dècada de 1980 va començar a sortir més a la televisió quan NBC va emetre Live From Studio 8H: An Evening of Jerome Robbins' Ballets amb membres del New York City Ballet, i es va emetre per la PBS una retrospectiva de la coreografia de Robbins en una entrega de 1986 de Dance in America. Aquest últim va comportar la creació de l'antologia de Jerome Robbins' Broadway el 1989, que va recrear els números de producció més exitosos dels seus més de 50 anys de carrera. Protagonitzat per Jason Alexander com a narrador (una actuació que guanyaria a Alexander un Tony), l'espectacle va incloure escenificacions de números com Mr. Monotony d'Irving Berlin i d'altres coneguts com el número "Tradition" de Fiddler on the Roof. Va rebre un cinquè premi Tony per això.

### Dècada del 1990
Després d'un accident de bicicleta el 1990 i d'una cirurgia de la vàlvula cardíaca el 1994, el 1996 va començar a mostrar signes d'una forma de malaltia de Parkinson i la seva audició es va deteriorar ràpidament. No obstant això, va posar en escena Les Noces per al City Ballet l'any 1998, el seu darrer projecte.

### Mort
Robbins va patir un ictus el juliol de 1998, dos mesos després de l'estrena de la seva reescenificació de Les Noces. Va morir a casa seva de Nova York el 29 de juliol de 1998. El vespre de la seva mort, les llums de Broadway es van apagar per un moment en homenatge. Va ser incinerat i les seves cendres van ser escampades a l'oceà Atlàntic.

## Vida personal
Robbins va tenir relacions amb diverses persones, des de Montgomery Clift i Nora Kaye fins a Buzz Miller i Jess Gerstein. Com a antic membre del Partit Comunista, va revelar el nom de 10 comunistes en el seu testimoni davant el Comitè d'Activitats Antiamericanes de la Cambra. Aquesta acció va provocar ressentiment entre alguns dels seus companys i col·laboradors, inclosos els actors de la llista negra Jack Gilford i Zero Mostel, que, mentre treballaven a Fiddler on the Roof "van menysprear obertament Robbins". Leonard Bernstein i Arthur Laurents van treballar amb ell a West Side Story només uns quants anys després d'haver estat a la llista negra."